# دوري اسطنبول لكرة القدم 1951–52
دوري اسطنبول لكرة القدم 1951–52 (بالتركية: 1952 İstanbul Profesyonel Ligi)‏ هو موسم من دوري اسطنبول لكرة القدم ‏. فاز فيه نادي بشكتاش.